# Luis César D'Angiolillo
Luis César D'Angiolillo (Santa Fe, Argentina, 1944–Buenos Aires, 24 de octubre de 2016) fue un montador y director de cine argentino de larga trayectoria en su país. Estaba casado con María Inés Teyssie, quien luego de haber empezado como fotógrafa fija se convirtió en la primera directora de fotografía en la Argentina y su hijo Julián D’Angiolillo ya dirigió los filmes Hacerme feriante y Cuerpo de letra.

## Actividad profesional
Amante del cine, estudió con Octavio Getino y Juan José Stagnaro y viendo las dificultades para llegar a dirigir un filme, se hizo montajista para aprender desde adentro un oficio que encontró fascinante y al respecto decía en un reportaje: “…la gramática del cine tiene que ver con las reglas del montaje. Es un arte que consiste en ordenar el caos. Hay que armar la continuidad de la película, que está dispersa en las distintas tomas y planos de cada escena, en esas imágenes y sonidos. La narración del filme se arma con ese rompecabezas de imágenes”. La labor de montaje le dio sustento económico y lo fue preparando para la dirección. A diferencia del que empieza a trabajar con una cámara quien fue montajista ya sabe, al filmarlo, cómo va a utilizar el material, aunque pueda alterarlo en la marcha.
A fines de la década de 1960 comenzó su labor en el cine como montador, interviniendo en casi 50 filmes, ganando en tres oportunidades el Premio Cóndor de Plata de la Asociación de Cronistas Cinematográficos de la Argentina al Mejor Montaje. 
Tras cinco años de negociaciones con productores y de preparar nueve versiones del guion logró las condiciones económicas y artísticas que le permitieran filmar su ópera prima, Matar al abuelito (1993), que no fue un éxito de taquilla, pero recibió elogios de la crítica, tanto nacional como internacional. Pasaron varios años durante los cuales incorporación del digital transformó la forma de hacer cine y permitió bajar los costos de hacer películas al mismo tiempo que se modificaba su lenguaje. En  2000, ganó el premio del INCAA al mejor guion y pudo filmar Potestad, una adaptación de la obra de Tato Pavlovsky que este mismo protagonizó y en 2007 filmó Norma Arrostito, la Gaby, una  mezcla de documental y ficción con Julieta Díaz en el papel protagónico, filmes por los cuales recibió varios premios. El productor Diego Dubcovsky dijo que D'Angiolillo era:

un tipo muy cálido y generoso. En una industria muy verticalista donde nadie te trataba como a un par, él tenia un trato muy afectuoso...era un obsesivo en el trabajo, en el ajuste de cada plano, y no tenía miedo a desarmar las ideas preconcebidas desde el guion para buscar nuevos caminos... muy intuitivo pero también muy formado, ocupaba muy bien su rol de colaborador, y sobre todo, algo que mostraba su humildad, es que podía trabajar en una línea narrativa durante semanas, darse cuenta de que era la errada y volver a cambiar el rumbo sin temor a decir que se había equivocado.

D'Angiolillo falleció a raíz de un cáncer de larga data en Buenos Aires, el 24 de octubre de 2016.

## Filmografía
Director
- Norma Arrostito, la Gaby (2007)
- Potestad (2003)
- Matar al abuelito (1993)

Intérprete
- Cómo se hizo El exilio de Gardel (2010) …Entrevistado
- Vagón fumador (2001) …Posible cliente Plaza San Martín

Guionista
- Franca y Oscar ( Anunciada)
- Norma Arrostito, la Gaby (2007)
- Potestad (2003)
- Matar al abuelito (1993)

Montaje
- Fontana, la frontera interior (2009)
- Tres de corazones (2007)
- Tres minutos (2007)
- Agua (2006)
- El séptimo arcángel (2003)
- Potestad (2003)
- Cacería (2002)
- El regreso (2003)
- La soledad era esto (2002)
- Contraluz (2001)
- Rerum Novarum (2001)
- La nube (1998)
- Buenos Aires me mata (1998)
- El sueño de los héroes (1997)
- Plaza de almas (1997)
- El mundo contra mí (1996)
- Convivencia (1994)
- Historias de amor, de locura y de muerte (1994)
- Matar al abuelito (1993)
- Después de la tormenta (1991)
- Flop (1990)
- Eterna sonrisa de New Jersey (Inédita) (1989)
- Los amores de Kafka (1988)
- Hombre mirando al sudeste (1986)
- Miss Mary (1986)
- El exilio de Gardel (Tangos) (1985)
- Luna caliente (1985)
- Camila (1984)
- Malvinas, historia de traiciones (1984)
- Evita (quien quiera oír que oiga)  (1984)
- Asesinato en el Senado de la Nación (1984)
- Gracias por el fuego (1984)
- El desquite (1983)
- Espérame mucho (1983)
- Mientras me dure la vida (1981)
- El bromista (1981)
- El hombre del subsuelo (1981)
- Los superagentes contra todos (1980)
- La aventura de los paraguas asesinos (1979)
- Cantaniño cuenta un cuento (1979)
- La rabona (1978)
- Un idilio de estación (1978)
- Los pequeños aventureros (1977)
- Los cuatro secretos (1976)
- Ulises (cortometraje) (1975)
- Los hijos de Fierro (1975)
- El profesor patagónico (1970)
- Juegos de verano (1969)

Argumento
- Matar al abuelito (1993)

Temas musicales
- Matar al abuelito (1993)

Producción
- Potestad (2003)
- Matar al abuelito (1993)

## Premios y nominaciones
Norma Arrostito, la Gaby
- Nominada para el Premio Sur 2009 al mejor documental de la Academia de las Artes y Ciencias Cinematográficas de la Argentina
- Nominada para el Premio Cóndor de Plata 2010 al mejor largometraje documental de la Asociación de Cronistas Cinematográficos de la Argentina

Potestad
- Nominado al Premio Cóndor de Plata 2004 al Mejor Director
- Nominado al Premio Cóndor de Plata 2004 al Mejor Montaje, compartido con Guillermo Grillo.
- Nominado al Gran Premio en el Festival de Cine de Friburgo, 2003

Después de la tormenta
- Ganador al Premio Cóndor de Plata 1992 al Mejor Montaje.

Hombre mirando al sudeste
- Ganador al Premio Cóndor de Plata 1988 al Mejor Montaje.

El exilio de Gardel: Tangos
- Ganador al Premio Cóndor de Plata 1987 al Mejor Montaje, compartido con Jacques Gaillard

## Televisión
Montaje
- 25 miradas, 200 minutos
  - Intolerancia (episodio) (2010)